# Austari-Jökulsá
Austari-Jökulsá (isl. „wschodnia rzeka lodowcowa”) – rzeka lodowcowa w północnej Islandii, jedna z rzek tworzących rzekę Héraðsvötn, uchodzącą później do fiordu Skagafjörður. Powstaje z połączenia kilku strumieni wypływających z północno-wschodniej części lodowca Hofsjökull. Płynie generalnie w kierunku północno-zachodnim głęboką doliną Austurdalur. Po wypłynięciu z niej łączy się z lewym dopływem Vestari-Jökulsá. Około 8 km dalej na północ łączy się z Norðurá tworząc rzekę Héraðsvötn, która płynie dalej na północ aż do ujścia.
Austari-Jökulsá, podobnie jak Vestari-Jökulsá, są popularnymi miejscami do uprawiania raftingu.